# Herman Vedel
Herman Vedel, född den 1 mars 1875 i Köpenhamn, död där den 1 december 1948, var en dansk målare.
Vedel blev student och filosofie kandidat, studerade därefter konst vid Tekniska sällskapets skola och en kort tid vid akademien, huvudsakligen likväl i Zahrtmanns skola (1896-98). Hans många porträtt utmärks av säker hållning och skarp karakteristik. Två damporträtt ägs av konstmuseet. Bland hans övriga verk finns Två damer på en balkong (1905), professor Jørgensen (1908, Frederiksborg), Två systrar (1909), Harald Høffding (universitetet, samma år) och Henning Berger (1912). Han tilldelades Eckersbergmedaljen 1908 och 1909 samt Thorvaldsenmedaljen 1918. Vedel är representerad vid Nordiska museet och Nationalmuseum.

### Fotnoter
1. 1 2  RKDartists, RKDartists-ID: 79575, läst: 23 augusti 2017.[källa från Wikidata]
2. ↑  Benezit Dictionary of Artists, Oxford University Press, 2006 och 2011, ISBN 978-0-19-977378-7, Benezit-ID: B00189074, läst: 9 oktober 2017.[källa från Wikidata]
3. 1 2  Kunstindeks Danmark, Kunstindeks Danmark-ID: 1137, läst: 9 oktober 2017.[källa från Wikidata]
4. 1 2  RKDartists, RKDartists-ID: 79575, läst: 15 oktober 2016.[källa från Wikidata]
5. ↑  Nationalmuseum, Nationalmuseum aktör-ID: 2214169, läst: 9 oktober 2017.[källa från Wikidata]
6. ↑  Nordiska museet
7. ↑  Nationalmuseum